# پری در قفس
پری در قفس (ژاپنی: 檻の中の妖精) Ori no naka no yōsei ، (انگلیسی: Fairy in a Cage)  فیلمی در ژانر صورتی است که در سال ۱۹۷۷ منتشر شد. از بازیگران آن می‌توان به نائومی تانی اشاره کرد.